# Carl Johannes Thomae
Carl Johannes Thomae (Laucha an der Unstrut, 11 de dezembro de 1840 — Jena, 1 de abril de 1921) foi um matemático alemão.

## Obras selecionadas
- Die allgemeine Transformation der Theta-Functionen mit beliebig vielen Variablen. Halle 1864
- Theorie der ultraelliptischen Funktionen und Integrale erster und zweiter Gattung. Halle 1865
- De propositione quadam Riemanniana ex analysi situs. Naumburg an der Saale 1867
- Beitrag zur Bestimmung von δ(0,0,…0) durch die Klassenmoduln algebraischer Funktionen. In: Journal für die reine und angewandte Mathematik 71, 1870, S. 201–222, online.
- Abriß einer Theorie der complexen Funktionen und der Thetafunctionen einiger Veränderlichen. Halle 1870; Halle 1873 (2. Aufl.); Halle 1890 (3. Aufl., Online)
- Ebene geometrische Gebilde erster und zweiter Ordnung vom Standpunkte der Geometrie der Lage betrachtet. Mit 46 in den Text eingedruckten Holzschnitten. Halle 1873
- Ueber eine Function welche einer linearen Differential- und Differenzengleichung vierter Ordnung Genüge leistet. Halle 1875
- Einleitung in die Theorie der bestimmten Integrale. Halle 1875 (Online)
- Sammlung von Formeln welche bei Anwendung der elliptischen und Rosenhain'schen Functionen gebraucht werden. Halle 1876 (Online)
- Ueber eine specielle Klasse Abelscher Functionen. Halle 1877
- Ueber eine specielle Klasse Abelscher Functionen vom Geschlecht 3. Halle 1879
- Elementare Theorie der analytischen Functionen einer complexen Veränderlichen. Halle (Saale) 1880 (Online), Halle 1898
- Die Kegelschnitte in rein projectiver Behandlung. Halle 1894 (Online)
- Sammlung von Formeln und Sätzen aus dem Gebiete der elliptischen Funktionen nebst Anwendungen. Leipzig 1905
- Grundriß einer analytischen Geometrie der Ebene. Leipzig 1906
- Vorlesungen über bestimmte Integrale und die Fourierschen Reihen. Leipzig 1908 (Online)